# Kristopher Horn
Kristopher Horn, noto Kris (25 aprile 1994) è un bobbista statunitense.

## Biografia
Pratica l'atletica leggera dal 2012 a livello di meeting nazionali, dedicandosi alle prove multiple.
Compete nel bob dal 2018 come frenatore per la squadra nazionale statunitense e debuttò in Coppa Nordamericana a novembre dello stesso anno, stabilendo dall'inizio un sodalizio con il pilota Geoffrey Gadbois. 
Esordì in Coppa del Mondo sul finire della stagione 2018/19, il 16 febbraio 2019 a Lake Placid, piazzandosi al dodicesimo posto nel bob a quattro e centrò il suo primo podio il 19 gennaio 2020 a Innsbruck, terminando la gara a quattro al terzo posto con Hunter Church, Joshua Williamson e James Reed.
Prese parte ai campionati mondiali di Whistler 2019, dove vinse la medaglia di bronzo nella competizione a squadre, gareggiando in coppia con Geoffrey Gadbois nella frazione del bob a due maschile.

## Palmarès

### Mondiali
- 1 medaglia:
  - 1 bronzo (gara a squadre a Whistler 2019).

### Coppa del Mondo
- 2 podi (nel bob a quattro):
  - 2 terzi posti.

### Coppa Nordamericana
- 5 podi (4 nel bob a due, 1 nel bob a quattro):
  - 2 vittorie (1 nel bob a due, 1 nel bob a quattro);
  - 2 secondi posti (nel bob a due);
  - 1 terzo posto (nel bob a due)